# Robert Beltran
Robert Adame Beltran (Bakersfield (Californië), 19 november 1953) is een Amerikaans acteur. Hij is het zevende kind uit een gezin van tien kinderen.

## Jongere jaren
Robert Beltran wilde op jonge leeftijd footballspeler worden, maar na het zien van een toneelstuk besloot hij acteur te worden. Hij studeerde af op Fresno State met een graad voor theater. Het studeren duurde lang, namelijk zeven jaar, dit kwam doordat er altijd wel een rol in een theater was die hij wilde vervullen.
Voordat hij in 1980 beroepsacteur werd, had hij verschillende banen, zoals benzinepompmedewerker, tractorbestuurder, schoolassistent en grapefruitplukker. Zijn eerste filmrol was in Zoot Suit uit 1981. Inmiddels heeft hij in tientallen verschillende films en tv-producties gespeeld, waarbij zijn rol als Commander Chakotay in Star Trek: Voyager de bekendste is.

## Theater
Omdat het theater altijd een grote rol in zijn leven speelt, is hij oprichter en mede-artistiek directeur van de East Los Angeles Classic Theater Group. Hij werkt mee aan Classic Theater Lab, een groep acteurs die samenwerken met klassiek materiaal. Sinds 2001 werkt hij mee aan het LaRouche-project. Hij geeft dramaworkshops samen met The LaRouche Youth Movement (LYM).

## Andere bezigheden
Beltran ondersteunt de DSALA (Down Syndrome Association of Los Angeles), waarvoor hij Galaxy Balls organiseert.
Hij heeft poëzielezingen gegeven voor Molaa en zijn eigen Latijns-Amerikaanse poëzielezing op cd uitgegeven.

## Prijzen
- In 1997 ontving hij een Nostros Golden Eagle Award voor beste acteur in een televisieserie. Star Trek: Voyager
- In 2001 ontving hij een American Latino Media Award (ALMA)
- In 2003 ontving hij een Fresno StateAlumni Award.